# Биккер, Геррит
Геррит Биккер (нидерл. Gerrit Pietersz Bicker; 1554, Амстердам — 1604, Амстердам) — один из основателей Голландской Ост-Индской компании и её предшественника, Компании Верре.
Он был сыном пивовара Питера Биккера и Лейсбет Баннинк и, таким образом, отпрыском могущественной династии регентов Амстердама Биккеров. Геррит Биккер женился в 1580 году на Алейд Буленс (дочери риддера Андриса Буленса) и был отцом Яна, Андриса, Корнелиса и Якоба Биккеров. Он был шурином мэра Класа Буленса. В 1585 году он был одним из самых богатых коммерсантов в Амстердаме.
Биккер сначала проживал на улице Аудезейдс Ахтербургвал, позже на улице Низель. В 1590 году он был выбран в городской совет. В 1596 году он стал одним из основателей и управляющим Компании ван Верре. В 1596 году он инвестировал в Эйленбург, в то же время он был также вовлечен и в продажу участков. В 1597 году он основал вместе со своим братом Лоренсом Компанию Гвинеи. Эта компания также работала в Рио-де-ла-Плата в Южной Америке. Герард ле Рой и Лоренс Биккер отправили в 1601 году двенадцатую экспедицию в Индию, выполнявшуюся Объединённой Зеландской компанией.
В 1600 году он продал пивоварню. В 1602 году он стал одним из первых акционеров Голландской Ост-Индской компании и вложил в неё 21000 флоринов. Кроме того, он был одним из первых купцов, которые торговали в Белом море. В 1603 году он стал бургомистром. Его сын заложил камень в основание Зёйдеркерк. В 1604 году он стал поместным владельцем Амстелвена.